# Eteni
Eteni – wieś w Rumunii, w okręgu Satu Mare, w gminie Odoreu. W 2011 roku pozostawała niezamieszkana.